# Margarita Shtarkelova
Margarita Shtarkelova (cirílico:Маргарита Щъркелова) (Sófia , 5 de julho de 1951) é uma ex-basquetebolista búlgara que conquistou a Medalha de Bronze nos XXI Jogos Olímpicos de Verão realizados em 1976 em Montreal, Canadá.